# Estación de Esperanza (Puebla)
Esperanza fue una estación de trenes que se encuentra en Esperanza, Puebla.

## Historia
La estación perteneció a la línea México-Veracruz del antiguo Ferrocarril Mexicano. Se construyó en terrenos que fueron de la Hacienda de San Antonio de Abajo, los cuales fueron adquiridos por la Empresa del Ferrocarril Mexicano por contrato el 30 de abril de 1875. La primera concesión para la construcción de esta línea fue otorgada en 1837, dicha concesión fue cancelada, pero posteriormente en medio de conflictos bélicos internos y externos, la línea con cerca de 424 km fue concluida y puesta en servicio el 1 de enero de 1873, aunque varios de sus ramos ya habían sido puestos en operación con anterioridad. En la estación se conectaba con el Ferrocarril de Esperanza a Tehuacán que conectaba con el Ferrocarril Mexicano.